# Rupela vexativa
Rupela vexativa là một loài bướm đêm trong họ Crambidae.